# Шардак (приток Юга)
Шардак (баш. Шарҙаҡ) — река в Татышлинском районе Башкортостана, в России; впадает в реку Юг на высоте 125 метров над уровнем моря.
В верховьях реки находится село Старый Шардак.

## Этимология названия
Гидроним Шардак имеет угро-финское происхождение, в настоящее время термин «шардак» сохранился у урман-гирейских башкир и означает рыболовную сеть. Термин и гидроним в форме «шарда» сохранился и в самих угро-финских языках, к примеру в коми, марийском, саамском, финском языках. Так на языках коми-зырян и коми-пермяков Пермского края шардой называют рыболовную снасть.